# Gerard I Flamens
Gerard I Flamens (ca. 970 - na 1042), ook wel bekend als Gerard de Vlaming, Gerard I van Wassenberg en Gerard van Antoing, was volgens de Annales Rodenses een verwant van Ailbertus van Antoing, die in 1104 de Abdij Rolduc stichtte, en diens broers Theyemo en Walger. Mogelijk was hij verwant aan graaf Arnold van Valenciennes. De Flamenses waren de voorlopers van de graven, later hertogen van Gelre.

## Geschiedenis
Gerard was mogelijk afkomstig uit de omgeving van Antoing bij Doornik op de rechter Schelde-oever, en vluchtte rond 1033 uit Vlaanderen, waarna de keizer zich over hem ontfermde. Volgens de Annales Rodenses wordt hij door de keizer 'bij Wassenberg geplaatst'. Er wordt niet vermeld dat hij graafrechtelijke bevoegdheden over Wassenberg krijgt. Hij kreeg zoveel land toebedeeld dat zijn nakomelingen vorst van de streek zouden worden. Het is niet meer na te gaan welke goederen hij toebedeeld kreeg, maar in ieder geval het eigengoed of allodium Wassenberg. Hij is een van de voorvaderen van de graven en hertogen van Gelre.
Antoing lag aan de Schelde in de mark Ename aan de uiterste westelijke grens van het Heilige Roomse Rijk. Omdat Boudewijn IV hun gebieden had veroverd wendden Gerard en zijn broer Rutger zich in 1021 tot keizer Hendrik II. Daar klaagden ze dat ze slachtoffer waren geworden van de door het Rijk aan Vlaanderen verloren gegane gebieden in de zuidelijke mark Ename, die later met andere naburige gebieden het graafschap Henegouwen zouden vormen.
Gerard kreeg ter compensatie het gebied Wassenberg waar hij als Gerard I "Flamens" ('de Vlaming') stamvader van het huis Gelre werd en zijn broer Rutger het gebied Kleef kreeg, waar hij stamvader werd van het eerste huis Kleef, dat in 1368 in de mannelijke lijn zou uitsterven. Deze gebieden waren na de moord van Adela van Hamaland op Wichman van Vreden (wiens goederen aansloten op Hamaland) vrij gekomen. Hierdoor kwam het goed van Wichman vrij en werd het gebied van Adela en haar echtgenoot Balderik (graaf van Drenthe en Salland) door de keizer geconfisqueerd.
Gerard werd door zijn zoon Gerard II Flamens opgevolgd. Gerard II was met een dochter van Diederik van Hamaland (zoon van Adela en haar eerste echtgenoot Immed IV en kleinzoon van Wichman van Hamaland en Liutgard van Vlaanderen) getrouwd. Dit huwelijk versterkte zijn aanspraak op een deel van de geconfisqueerde gebieden.